# Тања Манчић
Татјана Манчић Здравковић (Лесковац, 9. мај 1976) српска је стонотенисерка.

## Биографија
Почела је да игра стони тенис 1984. године са оцем Војиславом. Први пут је играла у репрезентацији Југославије 1989. године.
1991 године селектор тадашње југословенске репрезентације Бела Сел дао јој је шансу да као пионирка игра у сениорској репрезентацији. Почела је са Европском лигом против Холандије. Победиле су са 4:0 (Јасна Фазлић, Гордана Перкучин, Марта Пољак и Татјана Манчић). Манчићева је победила Врисекоп која је неколико месеци касније на европском првенству у Немачкој освојила I место у појединачној конкуренцији.

## Резултати
- 1986 год. Пионирско првенство Србије I место екипно,
- 1986, 1987, 1988, 1989, 1990, 1991, 1992 год. - пионирска, јуниорска и сениорска првакиња Србије,
- 1988 год. ZAGIPING - I место млађа пионирка,
- 1990 год. I место у Југославији (пионирке),
- 1990 год. II место у Југославији (јуниорке),
- 1990 год. I место у Југославији (женски дубл),
- 1990 год. Европско првенство за пионир I место екипно (Полона Чеховин, Тамара Барош, Санела Јуринец и Татјана Манчић),
- 1990 год. Европско првенство за пионире III место у мешовитом дублу са Александром Каракашевић,
- 1991 год. I место у Југославији (пионирке),
- 1991 год. Европско првенство за пионире у Шпанији (Гранада) II место у мешовитом дублу са Срђаном Миличевићем,
- 1991 год. Европско првенство за пионире у Шпанији (Гранада) III место појединачно и екипно (Тамара Барош, Биљана Голић и Татјана Манчић) и у женском дублу са Тамаром Барош,
- 1992 год. Европско првенство за сениоре у Немачкој (Штудгарт) III место екипно (Јасна Фазлић, Гордана Перкучин, Марта Пољак и Татјана Манчић)
- 1992 год. Балканијада у Грчкој (јуниорска)-I место у мешовитом дублу са Каракашевићем,
  - I место у женско дублу са Биљаном Голић,
  - III место у појединачној конкуренцији,
- 1993 год. Балканија у Турској (сениорска) III место екипно(Јасна Фазлић, Биљана Голић и Татјана Манчић),
- 1995 год. Hapoel игре у Израелу -III место у женском дублу са Фатимом Исановић,
- 1995-1996 год. са матичном екипом С. Т. К. Дубочица Лесковац - вицешампиони државе,
- 1996 год. Балканија у Врању (сениорска) -III место у појединачној конкуренцији,
- 1999-2001 год. Играла у Немачкој za ХТС Хомберг Ефзе, II Бундес лигу - прве сезоне скор јој је био 24:2
- 2002-2003 год. ТОП 12 сениорке Србије I место,
- 2002-2003 год. Вилим Харангозо I место,
- 2002-2003 год. I место на државном првенству,
- 2003-2006 год. Играла у Немачкој I-ву i II-гу Bundes лигу за ХТС Хомберг (Ефзе),
- 2006-2008 год. Играла у Македонији (Битољ) - две узастопне године прваци државе,
- 2008-2010 год. Први тренер у С. Т. К. Дубочица Лесковац,
- 2010-2012 год. Тренер и спаринг партнер у Италији (Латина), а 2011-2012 год. играла I-ву лигу за Алто Себино,

Данас живи у Лесковцу удата је за Душана и има сина Петра.